# Antoine Mathieu
Antoine Mathieu, né le 10 septembre 1798 et mort le 9 janvier 1870, originaire d'Annecy, est un fonctionnaire et homme politique sarde qui fut ministre du royaume de Sardaigne.

## Biographie

### Origines
Charles Antoine Mathieu naît à Annecy, le 24 fructidor an VI (10 septembre 1798),. Annecy, comme l'ensemble du duché de Savoie sont annexés à la France, depuis 1792.
Son fils, Anatole, né le 30 août 1834 à Turin (Piémont), fait une carrière militaire.

### Carrière administrative
Il entame des études dans sa ville natale, la capitale du Genevois, avant d'entrer dans l'administration sarde.
Il est successivement fonctionnaire, intendant, conseiller d'État et fonctionnaire au ministère de l'Intérieur,. Il est gouverneur de Cagliari, préfet de Messine (du 16 août 1861 au 11 septembre 1862), puis d'Ancône.

### Carrière politique
Il se présente en janvier 1849 et devient député savoisien pour le collège d'Ugine et celui d'Annecy pour représenter la Savoie au Parlement de Turin, mais il opte pour celui d'Annecy où il sera réélu en juillet, avant d'être remplacé par le Baron de Livet.
Il entre dans le gouvernement de Massimo d'Azeglio, le 23 octobre 1849, comme ministre de l'Agriculture et du commerce, mais sera remplacé quelque temps plus tard par Pietro De Rossi di Santarosa.
Le 19 décembre 1852, il se présente à nouveau comme député mais cette fois-ci pour le collège d'Evian. Lors des élections du 8 décembre 1853, pour le collège d'Ugine, Maurice Blanc, syndic de Faverges, l'emporte mais il démissionne à la fin de l'année 1854 et il est remplacé par Antoine Mathieu.
Lors de la réunion de 1860 du duché de Savoie à la France, Antoine Mathieu reste au service du futur royaume d'Italie.
Il décède le 9 janvier 1870.

## Décoration
Antoine Mathieu a été fait :
- Chevalier de l'ordre des Saints-Maurice-et-Lazare

## Référence
1. 1 2 3 4 5 6  François Miquet, « Les représentants de la Savoie au Parlement sarde », Revue savoisienne, vol. XI - série II, no 36,‎ 1895, p. 264 (lire en ligne).
2. 1 2  Michel Germain, Personnages illustres des Savoie : "de viris illustribus", Lyon, Autre Vue, 2007, 619 p. (ISBN 978-2-915688-15-3, BNF 41276536), p. 368.
3. ↑  François Miquet, « Les Savoyards au XIXe siècle - Les officiers généraux », Revue savoisienne, Annecy,‎ 1892, p. 307 (lire en ligne).
4. 1 2  Roger Devos et Pierre Broise, Histoire d'Ugine, vol. 48, Académie salésienne, 1975, 532 p., p. 387.
5. ↑  (it) AA.VV., Epistolario di Urbano Rattazzi: Volume secondo 1862, Gangemi Editore spa, 416 pages,  (ISBN 978-8-84929-713-3), p. 202 (lire en ligne).
6. ↑  (it) Francesco Bartolotta, Governi d'Italia, 1848-1961, 1962, 330 p., p. 13.